# 布蘭登·托德
布蘭登·托德（英語：Brendon Todd；1985年7月22日—）是一位美國高爾夫球運動員，參加PGA巡迴賽的賽事。在2014年5月18日，他獲得了自己的首個PGA巡迴賽賽事冠軍，他在之後首次參加了大滿貫賽事。